# Alfonso de Salizanes y Medina
Alfonso de Salizanes y Medina (Zamora, 1617-Córdoba, 19 de noviembre de 1685) eclesiástico español que llegó a ser obispo de Oviedo y Córdoba.

## Biografía
Era hijo de Gaspar de Medina y Requejo, de Medina de Rioseco (Valladolid) y de Josefa Sánchez Salizanes, de Zamora. Ingresó en el convento de San Francisco de Salamanca, donde probablemente realizó sus estudios. Obtuvo la cátedra de Teología en Oviedo en 1651, y más tarde en Salamanca, donde defendió la Mística ciudad de Dios de la madre Ágreda. Fue regente del Colegio de Alba de Tormes entre los años 1656-1658. Asimismo, entre los años 1659-1662 trabajó como secretario provincial del padre Antonio del Campo. En el capítulo provincial celebrado en Benavente en 1662 fue elegido ministro provincial de la de Santiago, aunque la gobernó poco tiempo, ya que en el capítulo celebrado en Roma en 1664 fue nombrado ministro general de toda la Orden. Alfonso estuvo presente en Ágreda el 24 de mayo de 1665 durante el fallecimiento de la madre Ágreda y el posterior entierro. Fue entonces cuando encargó la primera edición de la Mística ciudad de Dios, publicada en 1670.
También asistió al funeral de su amigo el rey Felipe IV, donde usó el privilegio de sentarse en el banco destinado a los Grandes de España que correspondía el ministro general de los franciscanos desde tiempos de los Reyes Católicos. El 4 de noviembre de 1668 fue promovido para el cargo de obispo de Oviedo, tomando posesión del cargo el 14 de mayo de 1669. No obstante, recibió una dispensa papal de Clemente IX para poder continuar como líder de su Orden hasta 1670.
En 1675 abandonó Oviedo para ostentar el cargo de obispo de Córdoba. En 1682 asistió a las víctimas de peste que sufrió su diócesis. Además, en su mandato cabe destacar la construcción de la capilla de Nuestra Señora de la Concepción de la Mezquita-catedral, donde está enterrado.
| Predecesor: Diego Sarmiento Valladares         | Obispo de Oviedo 1669 – 1675  | Sucesor: Alonso Antonio de San Martín |
| Predecesor: Francisco de Alarcón y Covarrubias | Obispo de Córdoba 1675 – 1685 | Sucesor: Pedro de Salazar             |